# Grad Walburg (Ohé en Laak)
Grad Walburg (tudi: grad Walborgh) je bil grad v Ohé en Laak, ki se nahaja na cesti v Walborgh, tik ob bregu reke Meus.

## Zgodovina
Ta grad je okoli leta 1632 zgradil grof Herman Friderik Berški, potem ko se je prvotni grad Stevensweert leta 1633 znašel znotraj utrdb Stevensweert. Leta 1719 je grof Reinier Vincent Hompeschki grad še razširil v razkošno rezidenco z vrtovi in kmetijo. Ta grof je od takratnega lastnika, grofa Filipa Viljema Fransa Limburško Stirumskega, kupil grad in tudi gospostvo Stevensweerd v Ohé in Laak. Sestavljen je bil iz treh kril, postavljenih v obliki črke U, in vključeval hlev za 24 konj.
Po letu 1914, ko je umrl zadnji prebivalec, je grad propadel in po drugi svetovni vojni postal ruševina, katere zadnje ostanke so porušili leta 1992. Ohranjena je le klet. Kamni iz ruševine so bili ponovno uporabljeni v banketni dvorani 'de Ruïn', ki pripada 'Cafe Bongaarts'.
Območje je zdaj v lasti Društva naravnih spomenikov.

Maketa tega gradu in številni predmeti iz njegove notranjosti se nahajajo v Streekmuseum Stevensweert/Ohé en Laak v Stevensweertu.